# 凱薩琳·歐佩
凱薩琳·歐佩（英語：Catherine Opie，1961年—）是一位當代攝影藝術家，為加州大學洛磯山分校的教授。1991年，因發表了雷絲邊、酷兒、BDSM群體的彩色肖像系列作品顯著於藝壇，而這系列作品之主角是歐佩於舊金山與洛磯山SM皮衣社群（leather communities）的朋友或行為藝術家，這其中包括她自己。
歐佩的人像攝影作品中有著不妥協、堅定的精神，通常運用正式的肖像攝影慣例手法，拍攝顛覆傳統的主體，形成強烈個人風格。歐佩花費大量時間，以攝影紀錄原本被置於地下、視為危險、邊緣或次等的群體。除人像外風景也是歐佩的攝影主題，她透過各式主題之攝影，探討社會中特殊群體的階層，與美國生活的各個層面。

## 經歷與創作

### 早期作品（1980-2000年）
1961年歐佩出生於美國俄亥俄州的桑達斯基。八歲時因學校報告閱讀了路易斯．海因（Lewis Hine）的作品，受到海因照片中推動社會改革力量的吸引，從此以拍攝同樣具有推動社會改革力量之作品為畢生追求。九歲時，歐佩收到父母的禮物－柯達傻瓜相機後，不停拍攝自身、家庭與鄰居的照片，試圖通過圖像來釐清這個世界，而照片中對於身份與社群的著迷，仍瀰漫在現今的作品之中。
歐佩在叛逆的青春期，認知到自己是同性戀者，但缺乏模範角色，讓歐佩自我認同的過程非常艱困。這段少年時期的經歷，讓她決意終身為LGBTQIA攝影，為青少年樹立榜樣。1985年，歐佩獲得舊金山藝術學院的藝術學學士，1988年取得加州福尼亞藝術學院的藝術創作碩士。畢業三年後，歐佩創作了突破性的作品〈存在與擁有〉系列（Being and having）。這系列作品中，歐佩使用了明亮的黃色作為背景，來和被拍攝者所身陷的愛滋與死亡陰影對抗。1994年，歐佩受到建築與景觀設計的啟發，跳脫人像攝影，拍攝了〈在房子、高速公路和小型商場〉（In House, Freeways and Mini-Malls），她發現風景有潛力去檢視全美的社區建造，並在此系列中檢視洛杉磯的城市景觀。

### 近期作品（2001-至今）
2001年，歐佩通過人工授精生下兒子奧利佛（Oliver），身份的轉換，讓歐佩看到更多層面的事物。她創作了〈家中與周圍〉（In and Around Home），檢視一個美國家庭的生活，以及自身女同性戀組成之家庭作為美國特殊群體的經歷。此外為了考察自己作為母親與伴侶的角色，2004年歐佩創作了她重要作品〈肖像〉系列（Portrait），於〈自畫像：餵奶〉（Self Portrait, Nursing）中，她將自己呈現為一個男性化、變態化和性感化的女性，但同時也是一個盡職盡責的母親。在她的整個職業生涯中，自我刻畫一直是個人和藝術發展的標誌，並提醒她，作為攝影師，她與所記錄的團體並沒有脫節。2012年起，歐佩採用文藝復興時的肖像樣式，創作了一系列的藝術家肖像，迄今為止她已為許多深具影響力的藝術家、設計師、作家等等攝像。憑藉獨特的攝影眼光，與不斷的自我突破，歐佩攬獲眾多重要獎項，並於大學任教至今，為美國重要當代攝影家。